# Aryballos

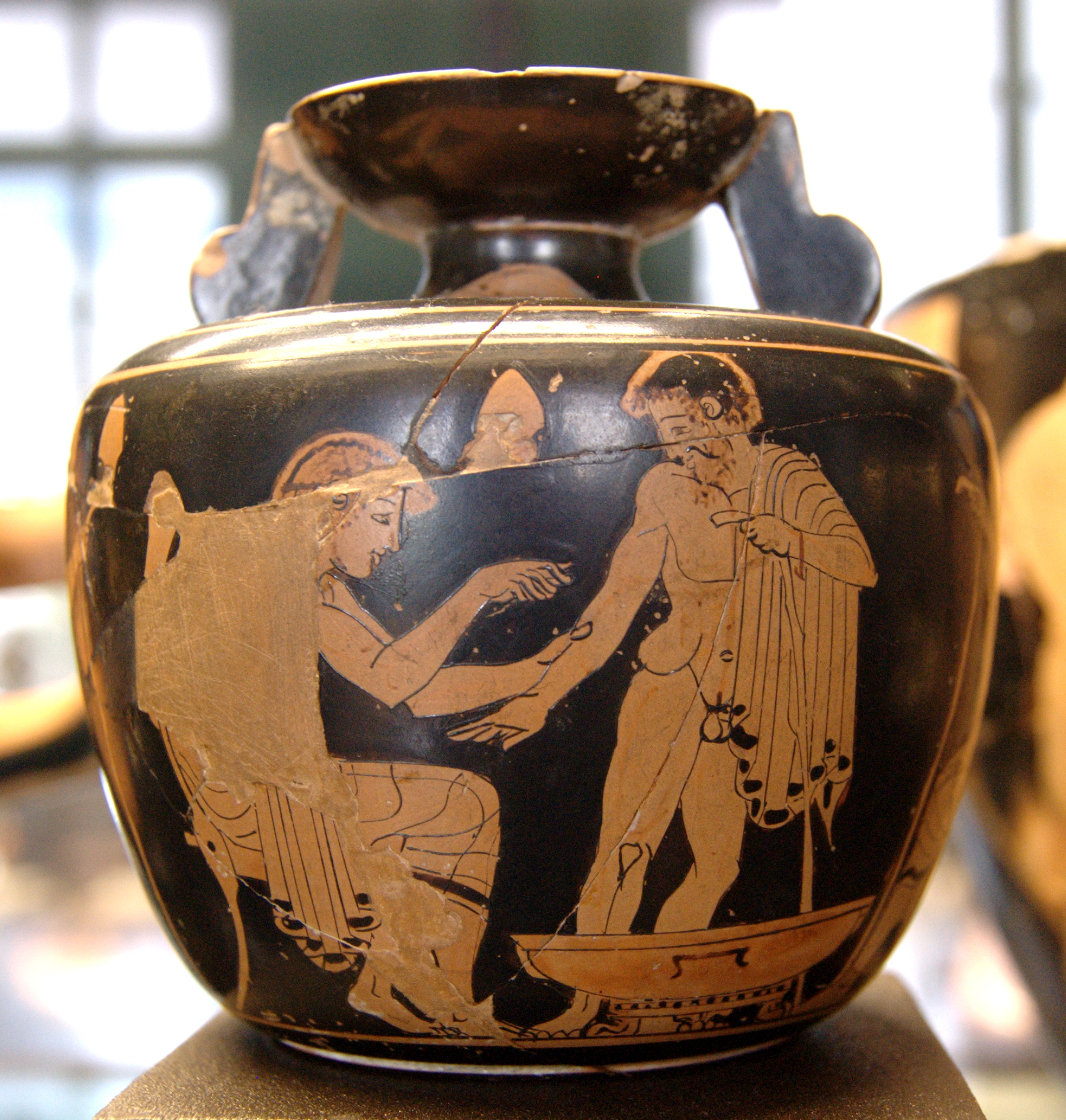
Roodfigurige Attische aryballos (ca. 480-470 v.Chr.

Een aryballos (Oudgrieks: αρύβαλλος) of aryballus is een bepaalde variant van het oud-Grieks aardewerk. Het was een klein, rond kruikje waarin olie gedaan werd. Die olie werd thuis of in het gymnasion gebruikt. Het had echter maar één handvat waar je hem aan op kon hangen.